# Norman Fegidero
Norman Salo Fegidero Jr. (ur. 28 stycznia 1970) – filipiński piłkarz, grający na pozycji pomocnika, trener piłkarski.

## Kariera piłkarska

### Kariera klubowa
Występował w West Negros University oraz innych klubach. W 2001 zakończył karierę piłkarską.

### Kariera reprezentacyjna
W latach 1997–2001 bronił barw narodowej reprezentacji Filipin.

## Kariera trenerska
Po zakończeniu kariery piłkarskiej rozpoczął karierę szkoleniową.
Od stycznia do lipca 2008 prowadził narodową reprezentację Filipin.
Od 2011 do 2012 trenował Pachanga FC.